# Elías León Siminiani
Elías León Siminiani (Santander, 1971), también conocido como León Siminiani, es un guionista, director y productor de cine español. Ha participado e investigado diversos formatos y géneros, consiguiendo el Premio Goya al mejor cortometraje de ficción 2023, por Arquitectura emocional 1959, el Premio del Público Versión española por su corto Dos más y al mejor corto en Europa Cinema 2007 por Ludoterapia, entre otros galardones. En televisión ha dirigido capítulos en series como El síndrome de Ulises (Antena 3), Cambio de clase (Disney Channel) o Córtate (Cuatro). En 2013 estrenó Mapa, su primer largometraje, y en 2018 Apuntes para una película de atracos. Es hermano de la también guionista y directora Mona León Siminiani.

## Trayectoria
León Siminiani nació en Santander en 1971, aunque a los once años se trasladó a Murcia. Estudió Filología Hispánica en Murcia y Cine en la Universidad de Columbia (Nueva York), a la que acudió tras recibir una beca Fulbright.
Como cortometrajista ha sido reconocido con premios como el del XII Concurso de Cortometrajes Versión Española-SGAE por Límites, 1.ª persona, o el Premio del Jurado, Mejor Guion y Premio del Público (Columbia University 2003),  Festival de Cine de Alcalá de Henares 2021, primer premio en el certamen nacional de cortometrajes. Así mismo, las cuatro primeras entregas de su serie de microdocumentales Conceptos clave del mundo moderno (La oficina, El permiso, Digital y El tránsito) se han alzado con más de 50 galardones internacionales.
Entre las nominaciones, puede destacarse la de su corto El premio a los Premios Goya. También recibió el Premio Nueva Ola 2012 del Festival de Cine Corto y Creo de Santander. Su trayectoria en el largometraje comienza en 2012 con Mapa (producida por Avalon y Pantalla Partida, con Daniel Sánchez Arévalo como productor asociado), que recibió los premios, al Mejor Documental Europeo en el Festival de Cine Europeo de Sevilla 2012 y Mejor Opera Prima en el Festival REC de Tarragona 2012.
El 22 de noviembre de 2024, se estrenó en Prime Video la docuserie: El Circo de los Muchachos, bajo su dirección y con guion de Pepe Coira. Compuesta por 5 episodios de 50 minutos de duración, en el que se muestran más 50 años de historia el Circo de los Muchachos, a través de una selección de materiales, entrevistas inéditas y un archivo único audiovisual de la propia escuela de Benposta.

## Filmografía

### Director
- Dos más (2001, cortometraje)
- Archipiélago (2003)
- La oficina (Conceptos clave del mundo moderno #1)
- El permiso (Conceptos clave del mundo moderno #2)
- Digital (Conceptos clave del mundo moderno #3, 2005)
- El tránsito (Conceptos clave del mundo moderno #4) (2009, corto documental)
- Córta-t (2005) (2 episodios, Cuatro)
- Zoom (2005, cortometraje)
- Cambio de clase (2006, serie)
- Ludoterapia (2006, cortometraje)
- El síndrome de Ulises (2007)
- Cosas de la vida (2008, serie)
- Límites: 1.ª persona (2009, corto documental)
- El premio (2011, cortometraje de ficción)
- Mapa (2012, documental)
- El caso Asunta: Operación Nenúfar (2017, serie documental de cuatro capítulos)
- Apuntes para una película de atracos (2018, documental)
- El caso Alcàsser (2019, serie documental de 5 capítulos)
- Síndrome de los quietos (2021, documental)
- 800 metros (2022, serie documental de tres capítulos)
- Arquitectura emocional 1959 (2022, cortometraje)
- El Circo de los Muchachos (2024, docuserie)

### Guionista
- Archipiélago (2003)
- Conceptos clave del mundo moderno
- Zoom (2005)
- Ludoterapia (2006)
- El Premio (2011)
- Mapa (2012)
- El caso Alcàsser (2019)
- Síndrome de los quietos (2021)
- 800 metros (2022, coguionista junto con Ramón Campos)
- El Circo de los Muchachos (2024, coguionista junto a Pepe Coira)

### Productor
- Brownsville Black and White (2000)
- Archipiélago (2003)
- Tales of Canaan: A Story of Bushwick (2004)
- El premio (2011)
- Mapa (2012)

## Premios y reconocimientos
- Mejor Drama en los Premios EMMY Student Awards 2002 por su cortometraje Dos más.
- Mejor Corto en Europa Cinema 2007, por Ludoterapia (2007).
- Premio de Cortometrajes Manuel Carmona Mir 2011, por El Premio.[8]
- Premio Mejor Documental del Festival Europeo de Sevilla 2012 (ex aequo), por Mapa.
- Premio Feroz Mejor Documental 2019, por Apuntes para una película de atracos.[9]
- Premio Ondas Mejor Documental o serie documental 2022, por 800 metros.[10]
- Premio Goya al mejor corto de ficción 2023, por Arquitectura emocional 1959.[11]